# Техаська різанина бензопилою 3
«Техаська різанина бензопилою 3» (англ. Leatherface: The Texas Chainsaw Massacre III) — американський фільм-слешер 1990 року режисера Джеффа Берра за сценарієм Девіда Дж. Шоу. Продовження фільму «Техаська різанина бензопилою 2» (1986) і третя частина серії фільмів «Техаська різанина бензопилою».

## Синопсис
Шкіряне обличчя та сім’я канібалів переслідують каліфорнійську пару у глухих дорогах Техасу.

## У ролях
| Актор           | Роль                |
| --------------- | ------------------- |
| Кейт Ходж       | Мішель              |
| Вільям Батлер   | Раян                |
| Р. А. Міхайлофф | Шкіряне обличчя     |
| Кен Форі        | Бенні               |
| Вігго Мортенсен | Едвард "Текс" Сойєр |
| Тоні Хадсон     | Сара                |

## Виробництво
Після успіху франшизи «Кошмар на вулиці В’язів» компанія New Line Cinema купила права на фільм «Техаська різанина бензопилою» у The Cannon Group. Генеральний директор New Line Cinema Боб Шей сподівався відійти від комедійного тону «Техаської різанини бензопилою 2» і повернути серію фільмів до її коріння та зробити акцент на Шкіряному обличчі, а не на його родині канібалів. Студія прискорила розробку та зняла тизер-трейлер з Кейном Ходдером у ролі Шкіряного обличчя ще до того, як найняли режисера. Продюсер Майкл Де Лука найняв сценариста Девіда Шоу, який на той час переробляв студійний фільм «Кошмар на вулиці В’язів 5: Дитина мрії». Том Савіні та Пітер Джексон розглядалися на посаду режисера, перш ніж Джонатан Бетюель зайняв це місце. Бетуель покинув проєкт з невідомих причин, і студія найняла Джеффа Берра. У липні 1989 року New Line Cinema розпочала пошук локацій для зйомок. У своїй заяві вони сказали, що «повертаються до хардкорних хоррорів». Берр хотів, щоб Гуннар Хансен повернувся до ролі Шкіряного обличчя, але сторони не змогли дійти згоди щодо фінансової винагороди. Вігго Мортенсена Берр обрав після того, як він був вражений його грою у фільмі «В'язниця».
Знімання відбувалося у Валенсії, штат Каліфорнія, наприкінці липня 1989 року. Режисер мав намір знімати на 16-мм плівку у Техасі, але будівництво декорацій почалося в Каліфорнії до того, як Берр підписав контракт. Оскільки виробництво йшло з перевищенням графіка і бюджету, студія звільнила Берра через тиждень після початку виробництва, але, не маючи нікого на заміну, знову найняла його на роботу. Під час знімання лісова пожежа знищила кілька локацій, і члени знімальної групи покинули майданчик. Знімання також нібито відбувалося менш ніж за милю від парку розваг Six Flags, що призвело до того, що під час деяких сцен готового фільму було чути крики. Вищезгаданий Кейн Ходдер був координатором трюків у фільмі.

## Випуск
Спочатку прем'єра в кінотеатрах була запланована на 3 листопада 1989 року. Однак незабаром дату виходу було перенесено на наступний рік, і 12 січня 1990 року фільм показали у 1107 кінотеатрах, і він зібрав 2 692 087 доларів США за перші вихідні. Загальні домашні збори склали 5 765 562 доларів.
Того ж року фільм вийшов на VHS та LaserDisc.

## Зовнішні посилання
- Техаська різанина бензопилою 3 на сайті IMDb (англ.)
- Leatherface: The Texas Chainsaw Massacre III на сайті Rotten Tomatoes (англ.)